# Médaille "du mérite militaire"
La Médaille "du mérite militaire" (en russe : Медаль «За боевые заслуги») était une médaille militaire soviétique décernée pour « une action de combat aboutissant à un succès militaire », « une défense courageuse des frontières de l'État » ou « une formation et une préparation militaires et politiques réussies ». Elle a été créée le 17 octobre 1938 sur décision du Présidium du Soviet suprême de l'Union soviétique.
Du 14 juin 1944 au 17 septembre 1957 la médaille a également été décernée en récompense de dix ans de service dans l'Armée soviétique, la Marine soviétique et les organes des Affaires Intérieures et de Sécurité de l'État.
Plus de 5 210 000 médailles ont été décernées entre 1938 et 1991.[réf. nécessaire]